# NGC 414
NGC 414 è una coppia di galassie lenticolari (PGC 4254 and PGC 93079), rispettivamente di tipo S0 e E/S0, situate nella costellazione dei Pesci.
Furono scoperte il 22 ottobre 1867 da Herman Schultz.

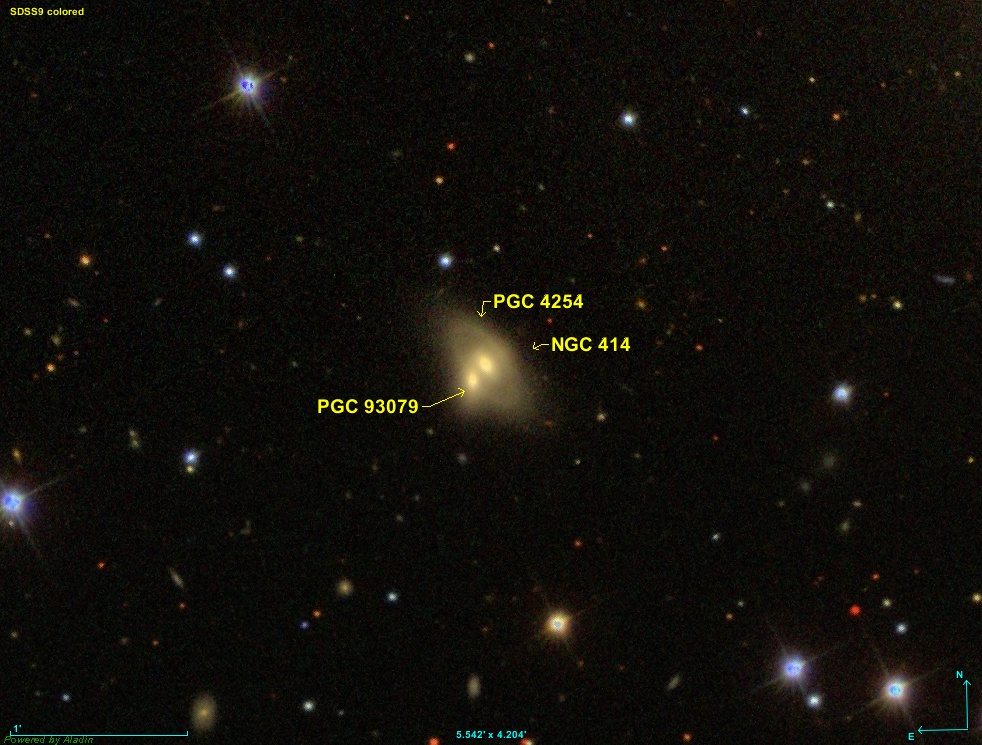
NGC 414 (SDSS)